# Io Gilda
Io Gilda è un film drammatico del 1989 diretto da Andrea Bianchi con lo pseudonimo "Andrea White".

## Trama
Un losco boss del vizio (l'italo-americano Max) e la sua socia (la lesbica Lulù) hanno messo a New York un locale di spogliarelli. Lulù si dà da fare per trovare chi ha strangolato la sua amica Odile. Dal canto suo, Max ha come amante Gilda, una donna giovane, sensuale e statuaria, nella cui bellezza crede d'avere trovato la Gilda del film, interpretato da Rita Hayworth, della quale colleziona indumenti e ricordi.
Alla donna Max ha affiancato come guardia del corpo Alex, ignorando che i due si conoscono già fin dall'infanzia ed erano stati presi l'uno dall'altra. La vecchia passione riesplode, ma i due non immaginano che i loro amplessi sono videoregistrati. Alla fine la realtà viene a galla: Spartaco è uno psicotico appassionato di videocassette porno, che si fa portare a casa belle ragazze, dapprima consegnandole alle attenzioni di vari scagnozzi, e quindi strangolandole. Così sono morte Annette e Odile e così rischia di finire anche Gilda, ma arrivano Lulù (che spara a Max) e Alex che è un poliziotto infiltrato nel giro per scoprire la verità.

## Produzione

### Cast
La protagonista della pellicola è Pamela Prati. Inoltre ha partecipato, in un ruolo marginale, anche Marisa Parra, che successivamente diventerà nota come attrice pornografica con il nome Valentine Demy.